# Lindnäsudden
Lindnäsudden är en udde i Finland. Den ligger i Hangö i landskapet Nyland, i den södra delen av landet, 110 km väster om huvudstaden Helsingfors.
Terrängen inåt land är mycket platt. Havet är nära Lindnäsudden norrut. Runt Lindnäsudden är det ganska tätbefolkat, med 80 invånare per kvadratkilometer. Närmaste större samhälle är Hangö, 3,8 km sydväst om Lindnäsudden. 